# Impasse Alexis-Tocqueville
Pour les articles homonymes, voir Rue Alexis-de-Tocqueville.
L'impasse Alexis-Tocqueville (en occitan : androna Alexis Tocqueville) est une voie de Toulouse, chef-lieu de la région Occitanie, dans le Midi de la France.

## Situation et accès

### Description
L'impasse Alexis-Tocqueville est une voie publique. Elle se trouve dans le quartier de Paleficat, dans le secteur 3 - Nord.
Elle naît perpendiculairement à la rue Frédéric-Chopin, presque face au no 32. Dans sa première partie, aménagée entre 2015 et 2017, elle est orientée à l'ouest. Elle oblique, en reprenant son tracé d'origine, au nord, avant de s'orienter au nord-est, en suivant le cours du ruisseau de Pichounelle. Elle est traversée à ce moment par le boulevard Florence-Arthaud. Elle se termine en impasse, face à l'entrée du no 57, à une centaine de mètres seulement de la limite communale de Launaguet.
La chaussée compte une voie de circulation automobile à double-sens. Elle appartient à une zone de rencontre et la vitesse y est limitée à 20 km/h. Elle appartient dans sa première partie, entre la rue Frédéric-Chopin et le boulevard Florence-Arthaud, à une zone 30, où la vitesse est limitée à 30 km/h et, dans sa deuxième partie, au-delà du boulevard Florence-Arthaud, à une zone de rencontre, où la vitesse est limitée à 20 km/h. Il n'existe pas de bande, ni de piste cyclable.

### Voies rencontrées
L'impasse Alexis-Tocqueville rencontre les voies suivantes, dans l'ordre des numéros croissants (« g » indique que la rue se situe à gauche, « d » à droite) :
1. Rue Frédéric-Chopin
2. Boulevard Florence-Arthaud

### Transports
L'impasse Alexis-Tocqueville n'est pas directement desservie par les transports en commun. Elle est cependant traversée par le boulevard Florence-Arthaud, emprunté par les lignes de bus 3342 qui rejoignent toutes deux la station Borderouge, terminus de la ligne de métro .
En revanche, il n'existe pas de stations de vélos en libre-service VélôToulouse à proximité immédiate.

## Odonymie

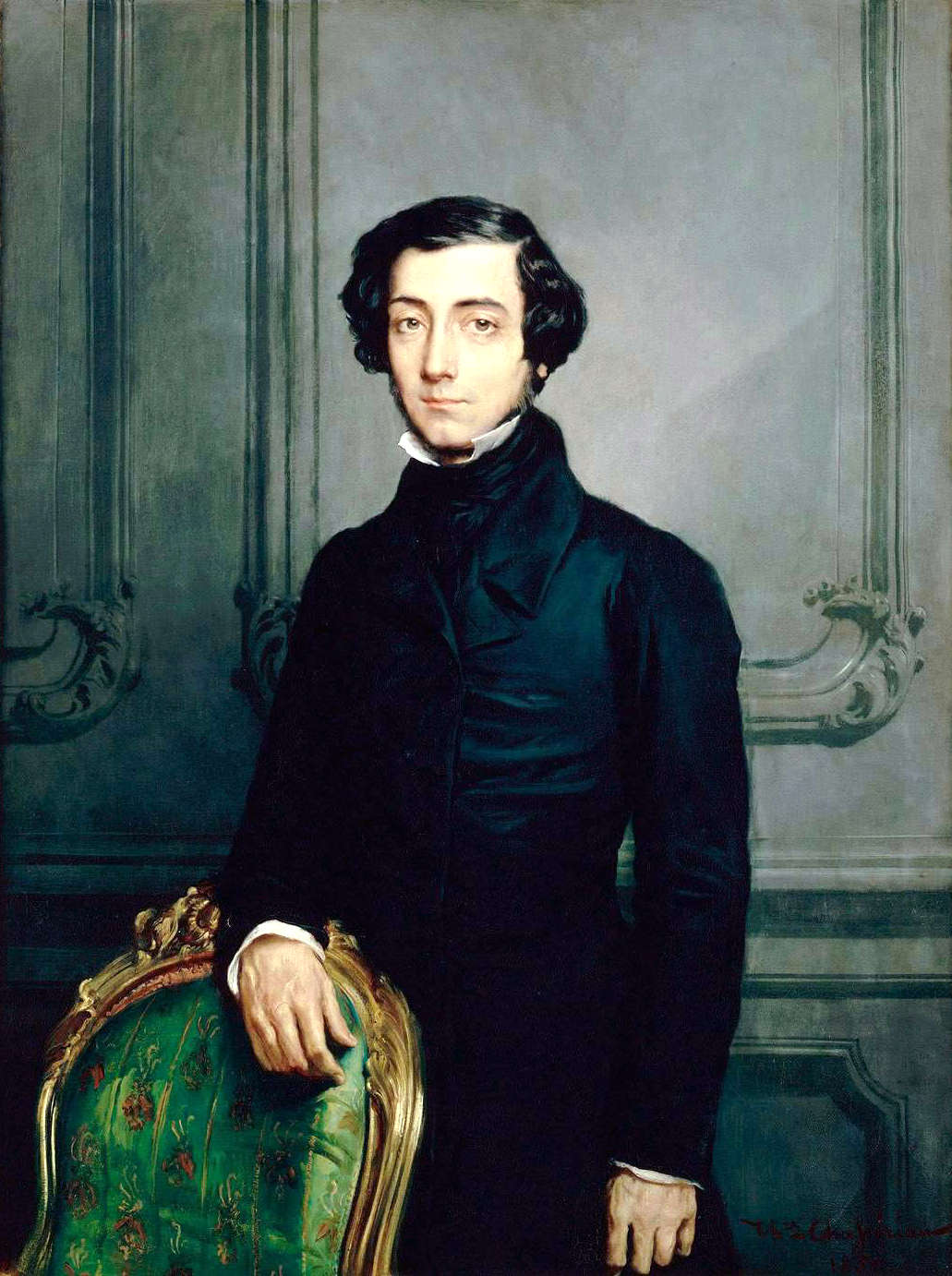
Alexis de Tocqueville, par Théodore Chassériau (1850, château de Versailles).

L'impasse porte le nom d'Alexis de Tocqueville (1805-1859), philosophe politique français du XIXe siècle. 
Au XIXe siècle, elle était, avec la rue Alexis-Tocqueville, le chemin de Lasbrugues ou de las Brugues. Ce nom est peut-être celui d'un domaine agricole ou tout simplement du terroir auquel il menait, rappelant la mauvaise qualité des sols du nord toulousain et des bruyères qui y poussaient (bruga, « bruyère » en occitan). À Toulouse, ce nom se retrouvait d'ailleurs pour désigner un autre chemin du quartier de Lalande (actuel chemin Emmanuel-Delbousquet), mais aussi un chemin du quartier de Saint-Simon (actuel chemin de Guilhermy). En juillet 1937, la municipalité d'Antoine Ellen-Prévot donna au chemin de Lasbrugues le nom de rue Alexis-Tocqueville – sans particule. Mais en 1987-1988, l'aménagement de la « rocade de l'Hers » (actuel périphérique) coupa la rue en deux : la partie nord devint l'impasse Alexis-Tocqueville, la partie sud conservant seule le nom de rue.

## Patrimoine et lieux d'intérêt

### Patrimoine rural

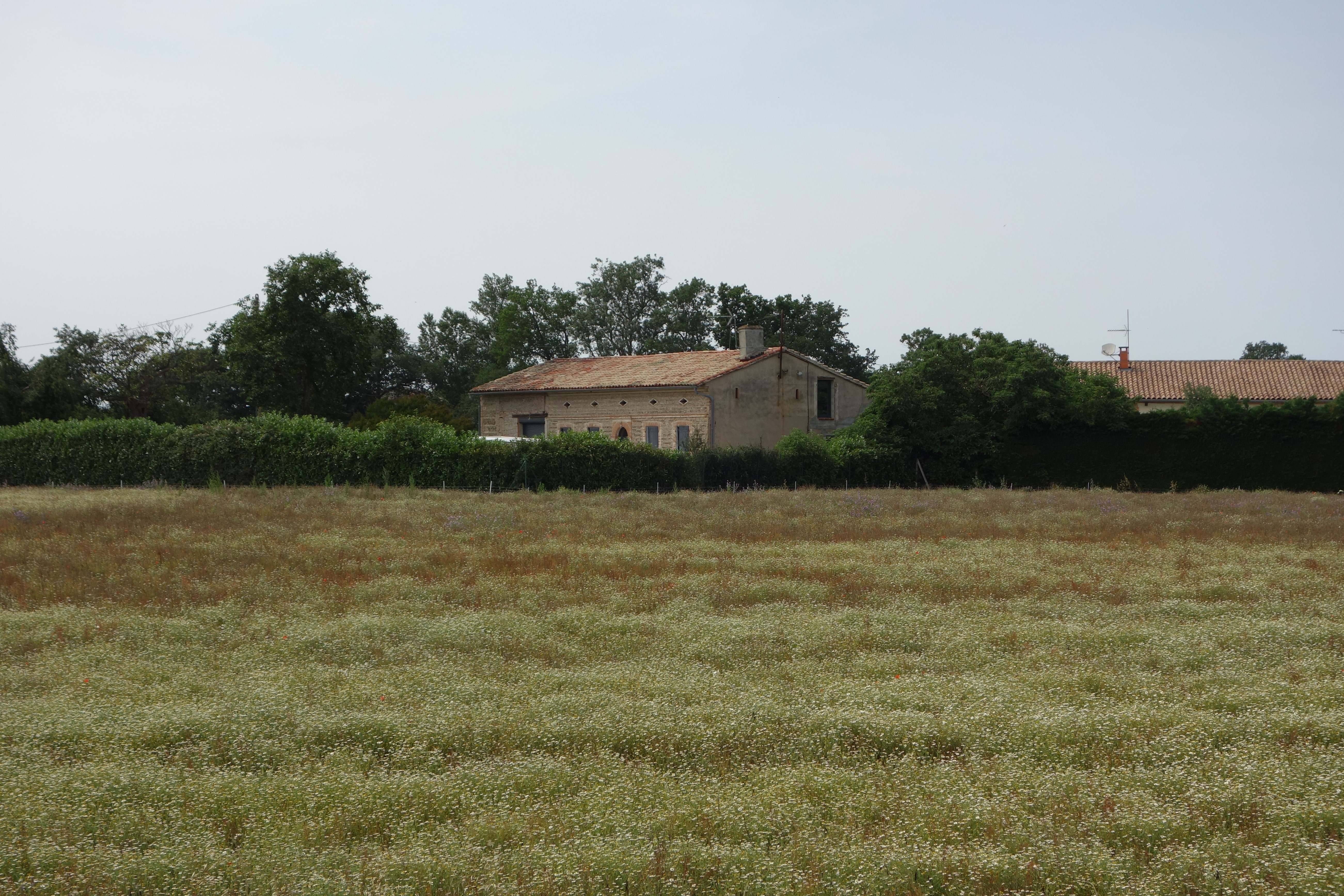
no 58 : ferme maraîchère.

- no  39 : ferme maraîchère (fin du XIXe siècle)[6].
- no  47 : ferme maraîchère (fin du XIXe siècle)[7].
- no  57 : ferme maraîchère (deuxième moitié du XIXe siècle)[8].
- no  58 : ferme maraîchère (milieu du XIXe siècle)[9].